# 上海料理
上海料理（シャンハイりょうり、中国語 : 上海菜 (シャンハイツァイ 拼音: Shànghǎi cài)、上海語 サンヘーツェ、滬菜 (ホゥーツァイ 拼音: Hù cài)）とは、中国の上海市を中心に食べられている、中華料理の江蘇料理（淮揚料理）の菜系に含まれる代表的な郷土料理の一つ。上海蟹、小籠包、生煎饅頭は日本でもよく知られた代表的料理である。

## 概要
上海では地元の流派の料理という意味で「本幇菜」（ベンバンツァイ 拼音: běnbāngcài、上海語 ベンバンツェ）とも呼ばれる。
上海の周辺に位置する江蘇省や浙江省一帯は、俗に「魚米之郷」と称され、魚介類と農産物が豊富な平野である。上海料理の源流は、江蘇省の蘇州や揚州で食べられている江蘇料理や浙江省の寧波や杭州の浙江料理で、長江の河口に近いという地の利から、18世紀以降、これらの地域から移り住んだ人々によって大都会へと変貌する中で、持ち込まれたふるさとの食文化が融合して形成された。さらに20世紀以降に広まったロシア料理、フランス料理などの西洋料理の手法や調味料をも取り入れて、より豊富なものへと変貌した。
江蘇料理の流れを組んで、酒、酒粕、醤油、黒酢などの醸造品や、砂糖、麦芽糖を多用するため、甘く濃厚な味が特徴。また、寧波料理の海鮮料理や長江、太湖などの淡水産の食材も多用される。

## 歴史
上海は近代になって急速に人口を増やしてきた移民都市であり、祖先伝来とされるような料理は少ない。周辺地域の料理である江蘇料理、浙江料理、杭州や蘇州、寧波の料理が入り混じり、時にはそのまま上海料理として供されることもある。
上海料理に大きく影響を与えた地域は時代により色々変わっている。最初に安徽料理があり、次いで寧波（豚油を使う）、揚州（塩味）、蘇州（甘味、醤油、黄酒と黒酢がよく使われる）の料理が現在の上海に最も影響を与え、全体の風味を形成した。19世紀になって、開港され、後に租界が形成されると、西洋料理からも手法や調味料を取り入れ、さらに、中華人民共和国建国後は広東料理、四川料理などからも手法や味を取り入れた。近年は、高級店や若年層を中心に欧州志向が特に強く見られ、それらは「ヌーベルシノワ」（新中華料理）とも呼ばれる。

## 代表料理
上海料理には川魚料理が多い

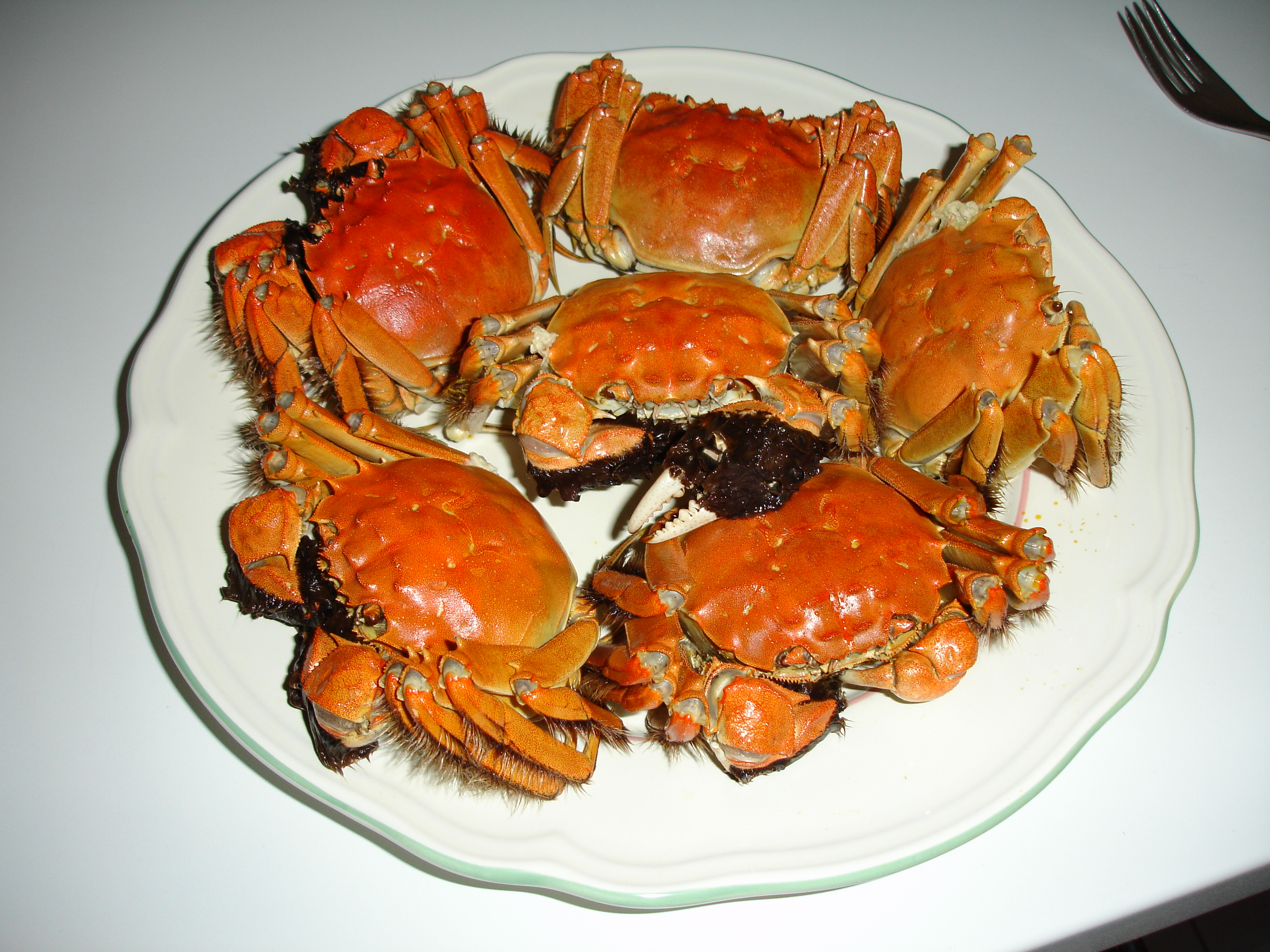
上海蟹の蒸し物

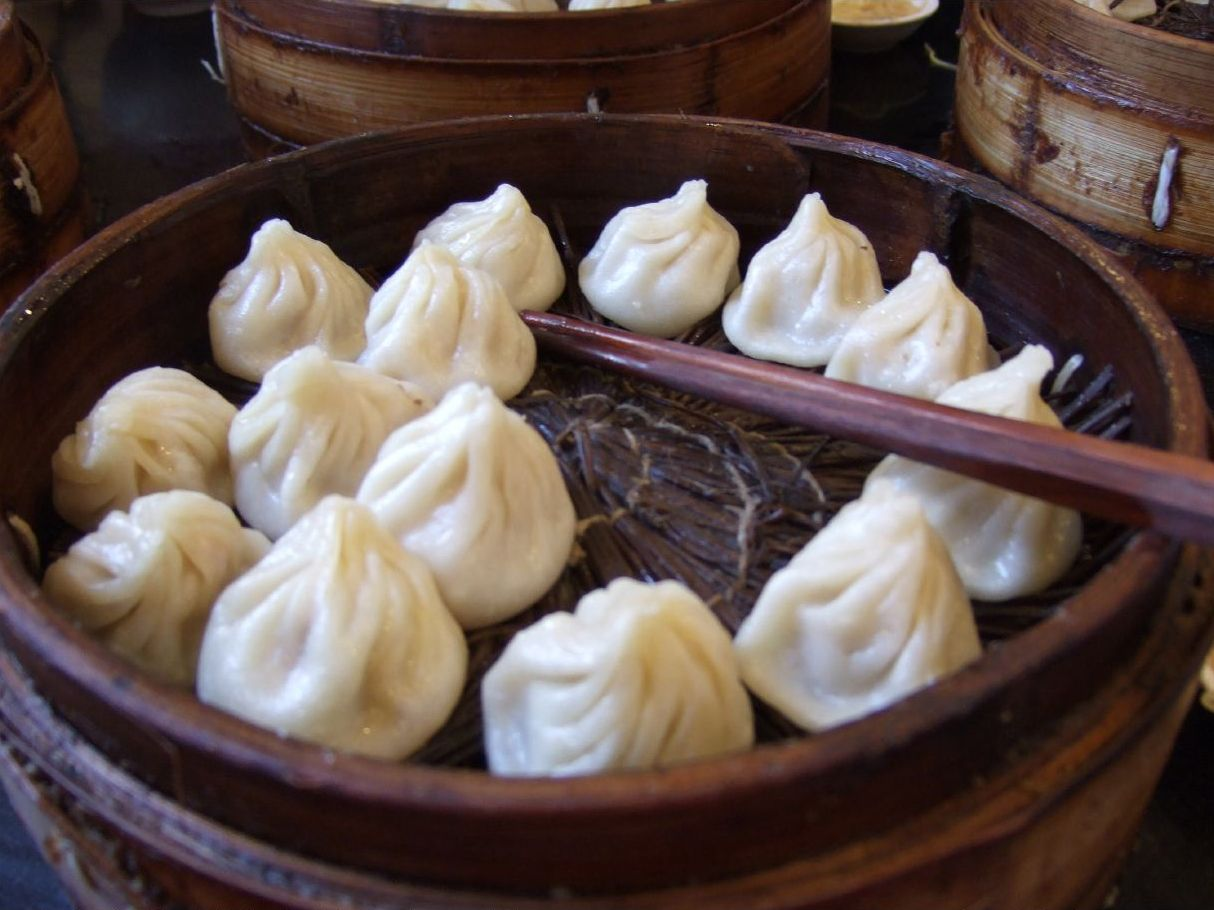
小籠包

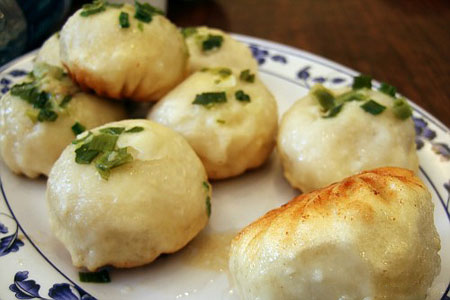
生煎饅頭

- 上海蟹（チュウゴクモクズガニ）を用いた料理
  - 蒸蟹[2] - 上海蟹の姿蒸し。蟹を紐で縛って蒸す。
  - 酔蟹[2] - 上海蟹を花椒、生姜などといっしょに紹興酒の甕に漬け込んだもの。
  - 蟹粉豆腐[1] - 上海蟹の内子と鶏卵を炒め、豆腐とからめた物。
- 清蒸桂魚[1] - ケツギョの蒸し物。
- 清蒸鰻魚[1] - ウナギの蒸し物。
- 小籠包[2]
- 生煎饅頭[2] - 鉄板焼きにした肉饅頭。焼き小籠包とも言う。

- 八宝鴨(zh) - アヒルの腹にさいの目切りにした鶏肉、豚肉、中国ハム、タケノコ、シイタケなどを詰めて蒸したもの。蘇州料理の八宝鶏のアレンジ。
- 八宝菜
- 八宝辣醤 - 鶏肉、押し豆腐、銀杏などの唐辛子入り味噌炒め。
- 八宝飯 - 甘い味付けの糯米にナツメ、ハスの実、アズキなどをちりばめたスイーツ。
- 糟鶏 - 粕漬けにした鶏肉の蒸し物。
- 白切鶏 - 三黄鶏の蒸し物。
- 紅焼麺筋 - 無錫名物の揚げ麩の甘辛煮。
- 烤麩 - 揚げた麩とシイタケ、タケノコなどの甘辛煮。
- 香干馬蘭 - コヨメナと押し豆腐のみじん切り炒め。
- 生煸草頭、酒香草頭 - ウマゴヤシまたはシロツメクサ（クローバー）の白酒風味のおひたし。
- 上海炒麺 - いわゆる上海焼きそば。ゆでた麺に中国醤油（老抽）をからめて炒めたもの。
- 両面黄 - 上海風かた焼きそば。両面を焦げ目ができる程にぱりっと焼いて、肉、野菜、海鮮類などの餡をかけた麺料理。
- 炒年糕 - 薄切りにした餅炒め。
- 桂花糖藕 - 蓮根に糯米を詰めて砂糖で煮、キンモクセイの花で香りをつけた前菜。
- 上海沙拉、洋西芋沙拉 - 上海風のリンゴ入りポテトサラダ。
- 上海走油肉 - 上海走油蹄膀
- 獅子頭 - ネギやショウガなどを練りこんだ挽き肉を、こぶし大の肉団子にしたもの。